# Dekanat Brzeg północ
Dekanat Brzeg północ – jeden z 33 dekanatów w rzymskokatolickiej archidiecezji wrocławskiej.
W skład dekanatu wchodzi 7 parafii:
- parafia Podwyższenia Krzyża Świętego → Brzeg
- parafia Najświętszego Imienia Maryi → Czepielowice
- parafia św. Michała Archanioła → Karłowice
- parafia Nawiedzenia Najświętszej Maryi Panny → Lubsza
- parafia świętych Apostołów Piotra i Pawła → Mąkoszyce
- parafia Wniebowzięcia Najświętszej Maryi Panny → Stobrawa
- parafia św. Bartłomieja Apostoła → Szydłowice